# Jimmy Oliver
Jimmy Allen Oliver (Menifee, 12 luglio 1969) è un ex cestista statunitense, professionista nella NBA e in Europa.

## Carriera
È stato selezionato dai Cleveland Cavaliers al secondo giro del Draft NBA 1991 (39ª scelta assoluta).
Con gli Stati Uniti ha disputato i Campionati mondiali del 1998.

## Palmarès
- Campionato sloveno: 1

Union Olimpija Lubiana: 2005-06
- Coppa di Croazia: 1

KK Spalato: 2004
- Coppa di Slovenia: 1

Union Olimpija Lubiana: 2006
- Supercoppa slovena: 1

Union Olimpija Lubiana: 2005
- Coppa Saporta: 1

Maroussi Atene: 2000-01